# 大山英雄
大山 英雄（おおやま ひでお、1970年7月23日 - ）は、日本のお笑いタレントである。
兵庫県伊丹市出身。吉本興業所属。「吉本の福山雅治」（福山の『龍馬伝』出演後は「吉本の龍馬」とも名乗っている）を自称するお笑いタレントとしてその名を知られている。

## 来歴
NSC8期生。同期には千原兄弟、FUJIWARA、バッファロー吾郎、なだぎ武（ザ・プラン9）などがいる。元・やるじゃねぇかーずの浦井崇とマニアックというコンビを組みブレーク。1993年には吉本新喜劇に入団。2001年に東京に拠点を移し、ルミネtheよしもとの新喜劇班に所属する。福山雅治やペ・ヨンジュンのものまねが有名である。福山雅治のテレビ番組『福山エンヂニヤリング』で福山本人と共演したこともある。2006年5月16日には『笑っていいとも!』の「テレフォンショッキング」に福山本人から紹介され出演（前日の電話で「あ、どうも"ニセ福山"です」と会場内の笑いを取った）。スタジオには、福山から贈られたスタンド花束だけが出演祝いとして飾られていた。

## 人物
新喜劇には愛着があり、「テレビに出るのは顔を売るため。僕のことをテレビで知って新喜劇に来て欲しい」と語ったことがある。
ほんこん（130R）によれば基本的にナルシストであり「ほめたらんとあかんタイプ」であるという。また、肝心な所でダメなタイプで、例えばある時、ほんこんに「新喜劇の稽古中に辻本茂雄と吉田ヒロがケンカになったが、桑原和男が一言でピタッっと止めた。凄かった」と言う話をしたが、ほんこんが「桑原がどんな一言を言ったのか」と聞いたところ、肝心のその一言の内容を全く忘れてしまっていたなどといったことがあったという。
学生時代は野球一筋で頑張っており、その頃から「伊丹の明石家さんま」という異名がつくようになった。
東京に本拠地を移しルミネを中心に活躍し、その給料でマンションを購入している。付いた通称が「Mr.ルミネ」。
同じ福山のものまねで活動中のみっちーに対する嫉妬が強い。しかしその一方で、『あらびき団』（TBS）での共演を通じて「みっちーと意気投合した」と自分のブログで書いている。福山のものまねをするきっかけは、母親の「あんた、福山君に似てるなぁ」の一言からである。
X(旧・Twitter)を開設後は自作の手料理を披露することが多く公式youtubeなどでも麻婆豆腐や青椒肉絲などの腕前を披露している。

## 出演

### テレビ
- MBS金曜スペシャル オール・ザッツ・漫才〜漫才一本にかけるオール阪神・巨人〜（MBSテレビ、1990年12月7日） - マニアックとして
- FUNKY2（CBC） - マニアックとして
- 爆笑GONGSHOW（関西テレビ） - マニアックとして
- よしもと新喜劇（毎日放送）
- ワンナイR&R（フジテレビ系列） - 「マネーの虎」のパロディコント「マネの虎」で、吉田栄作のものまねキャラ「吉田B作」に扮している。
- あらびき団（TBS、2008年4月16日・6月4日） - 大山と同じ福山雅治のモノマネを得意とするみっちーとの共演

### テレビドラマ
- 特命係長 只野仁 2ndシーズン（2005年、テレビ朝日） - 大河原洋介
- 翼の折れた天使たち 第三夜 「アクトレス」（2006年、フジテレビ） - キャバクラの客
- 打撃天使ルリ（2008年、テレビ朝日） - 科学者

### Vシネマ
- 日本統一53（2022年） - 横浜市長 高森哲夫

### ラジオ
- 水曜JUNK 雨上がり決死隊べしゃりブリンッ!（TBSラジオ）ゲスト

### 舞台
- なんばグランド花月新喜劇（1993年 - 2001年3月）
- ルミネtheよしもと新喜劇（2001年4月 - ）
- 魔法の黄色い靴（2002年8月） - 安西宗介